# Poul Bundgaard

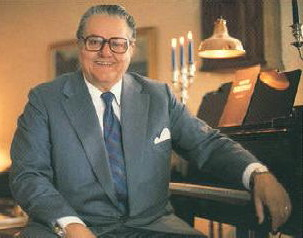
Poul Bundgaard (1991)

Poul Arne Bundgaard (* 27. Oktober 1922 in Kopenhagen-Hellerup; † 3. Juni 1998 in Gentofte) war ein dänischer Schauspieler sowie Operettensänger (Tenor).
Bundgaard trat ab Mitte der 1940er-Jahre in über 100 Film- und-Fernsehproduktionen auf. International wurde er vor allem durch die Rolle des Kjeld Jensen in den Olsenbande-Filmen bekannt.

## Leben
Poul Bundgaard wuchs als Sohn von Peter Johannes Severin Bundgaard (1894–1976) und Ebba Paula Petersen (1899–1977) mit einer jüngeren Schwester in Hellerup auf. Seinen ersten „Auftritt“ hatte Bundgaard bereits 1923 im Alter von vier Monaten in einem der zahlreichen Pat-und-Patachon-Filme, in dem er in einem Kinderwagen durch das Bild geschoben wurde. Er arbeitete zunächst als Handlungsgehilfe und ging während des Zweiten Weltkrieges in den Widerstand gegen die deutsche Besatzung.
1945 trat Bundgaard das erste Mal in einer Revue auf. Im Theater debütierte er 1946 als Postbote in Die Fledermaus. Bis 1955 trat er in zahlreichen weiteren Operetten auf. In Onkel Toms Hütte spielte er seine erste Hauptrolle. In den 1950er Jahren trat er an diversen Bühnen Dänemarks auf und spielte in Theaterstücken, Revuen und Operetten etwa die Titelrollen in Orpheus in der Unterwelt und Farinelli. 1958 gastierte er am Neuen Theater in Oslo, nachdem er bis dato Angebote aus dem Ausland (USA, Frankreich, BRD oder Ägypten) immer ausgeschlagen hatte. Von 1958 bis 1972 war er am Königlichen Theater Kopenhagen engagiert, zuerst nur als Opernsänger, ab 1960 auch als Theaterschauspieler, wo er sich als Shakespeare-Darsteller hervortat. 1971 bis 1975 trat er in den legendären Cirkusrevy, die Preben Kaas inszenierte, auf. Als Sänger veröffentlichte Poul Bundgaard um die 200 Schallplatten. Auch als Schriftsteller war er tätig und veröffentlichte zwei Autobiografien.
Im Film war Bundgaard ab Mitte der 1940er-Jahre aktiv. In seinen über 100 Film-und-Fernsehauftritten, darunter auch Porno- und Softpornofilme, wurde er schnell bekannt und populär. Die Rolle des Kjeld Jensen in den Olsenbande-Filmen wurde seine bedeutendste Rolle, die ihn auch über die Grenzen Dänemarks hinaus nicht nur bekannt, sondern auch beliebt machte. Aber Bundgaard war mehr als nur „Kjeld“. 1966 und 1978 gewann er die Bodil, den „dänischen Oscar“, als bester Nebendarsteller für Slå først, Frede! und Hærværk. Er spielte mit den meisten der bedeutenden dänischen Schauspieler zusammen: Ole Ernst, Holger Juul Hansen, Ghita Nørby, Kirsten Rolffes, Axel Strøbye, Bjørn Watt-Boolsen und natürlich Ove Sprogøe, Morten Grunwald und Kirsten Walther.
Bundgaard war zweimal verheiratet. In erster Ehe von 1951 bis 1960 mit Bente Kjær (1932–1967), mit der er die Kinder Steen (* 1957) und Helle (* 1960) hatte. 1962 heiratete er die Ballerina Kirsten Pedersen (* 1936), die er am Königlichen Theater kennengelernt hatte. Kirsten war bis 1971 Solotänzerin des Königlichen Balletts. Dieser Ehe entstammt ein Sohn, Peter (* 1965). Bundgaard wurde 1981 zum Danebrog-Ritter geschlagen. Er war Mitglied im Bund der Freimaurer.
Bundgaard starb während der Dreharbeiten zu Der (wirklich) allerletzte Streich der Olsenbande, der 1998 als Nachzügler der von 1968 bis 1981 gedrehten 13 Filme entstand, nach längerer Krankheit im Krankenhaus Gentofte an einem Nierenversagen in seinem Olsenbanden-Kostüm. Das Drehbuch musste für das letzte Drittel des Filmes umgeschrieben und der Darsteller vom Double Tommy Kenter ersetzt werden. Poul Bundgaard ist auf dem Gentofter Mariebjerg-Friedhof beigesetzt.

## Filmografie
- 1924: Pat und Patachons Kampf mit dem Drachen (Professor Petersens Plejebørn) – Regie: Lau Lauritzen
- 1944: Frechheit siegt (Teatertosset) – Regie: Alice O’Fredericks
- 1947: Familien Swedenhielm – Regie: Lau Lauritzen
- 1948: Støt står den danske sømand – Regie: Bodil Ipsen, Lau Lauritzen
- 1958: Einesteils der Liebe wegen (Poeten og Lillemor i forårshumør) – Regie: Erik Balling
- 1965: Kaliber 7,65 – Diebesgrüße aus Kopenhagen (Slå først, Frede!)
- 1965: 39 Seemänner und ein Mädchen (Een Pige og 39 sømænd) – Regie: Annelise Reenberg
- 1966: Zieh’ dich an, Komtesse (Pigen og greven)
- 1967: Die Ferien meiner Frau (Min kones ferie)
- 1967: Jeg er sgu min egen – Regie: Erik Balling
- 1967: Der schmucke Arne und Rosa (Smukke Arne og Rosa) – Regie: Sven Methling
- 1967:  Martha
- 1967: Vergiß nicht, deine Frau zu küssen (Elsk din næste)
- 1968: Det var en lørdag aften – Regie: Erik Balling
- 1968: Kompanie, stillgestanden (Soldaterkammerater på bjørnetjeneste) – Regie: Carl Ottosen
- 1968–1998: Olsenbande-Serie (14 Filme)
- 1970: Rend mig i revolutionen
- 1971: Ballade på Christianshavn
- 1971: Die Lustagentur – Dagmars scharfe Kätzchen (Dagmars Heta Trosor)
- 1972: Professor Bumskes Liebesschule (Takt og tone i himmelsengen) – Regie: Sven Methling
- 1975: Justine und Juliette (Justine och Juliette) – Regie: Mac Ahlberg
- 1976: Reitschule der Madame O (I løvens tegn) – Regie: Werner Hedman
- 1976: Brand-Børge rykker ud
- 1977: Agent 69 Jensen – Im Zeichen des Skorpion (Agent 69 Jensen – I Skorpionens tegn)
- 1977: Hærværk – Regie: Ole Roos
- 1978: Agent 69 Jensen – Im Zeichen des Schützen (Agent 69 Jensen – I Skyttens tegn)
- 1978: Honningmåne – Regie: Bille August
- 1984: Kopenhagen – mitten in der Nacht (Midt om natten) – Regie: Erik Balling
- 1990: Manden der ville være skyldig – Regie: Ole Roos
- 1991: The julekalender (TV-Serie)

## Ehrungen

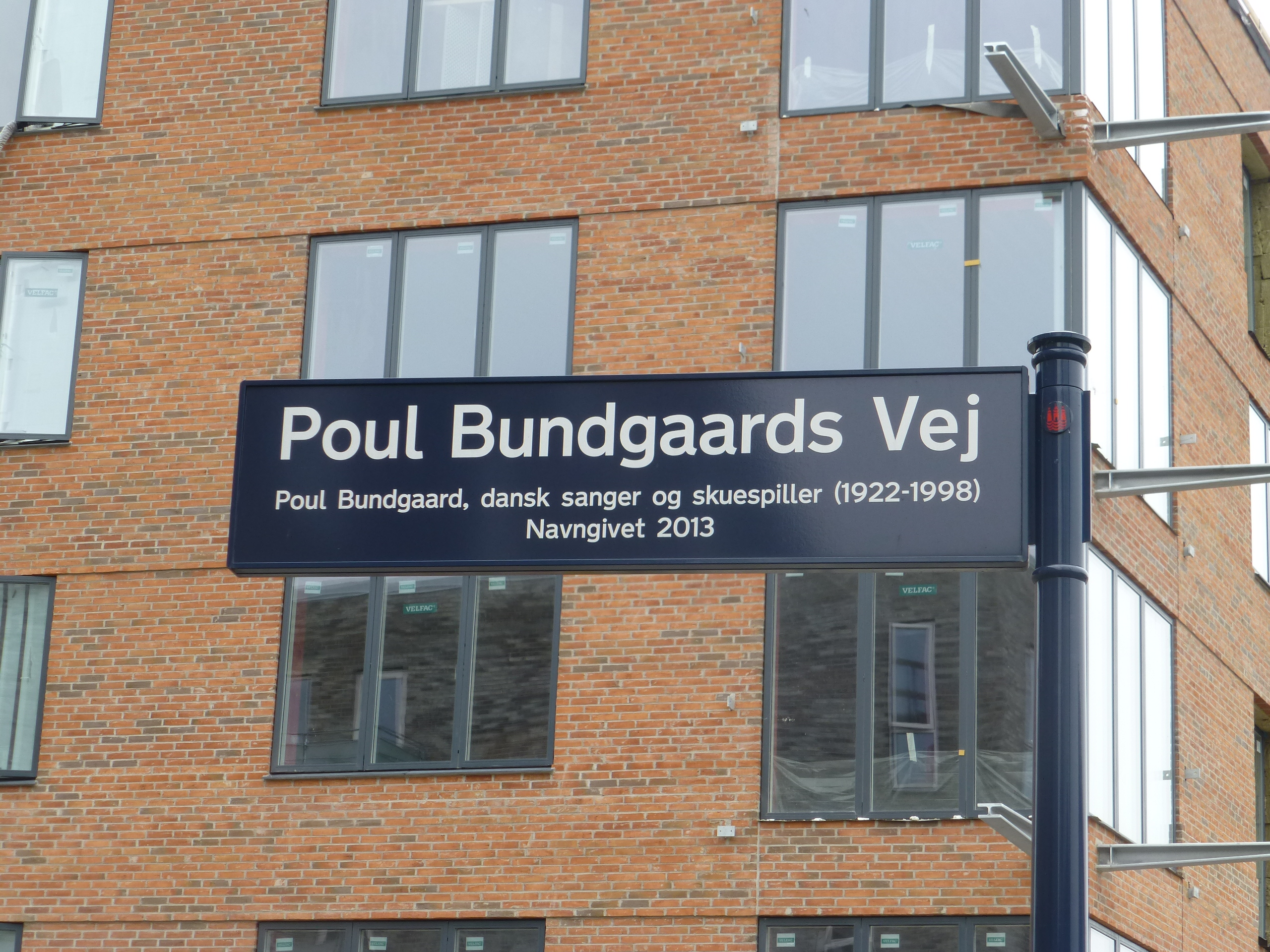
Poul Bundgaards Weg in Valby

Im südlichen Teil des Kopenhagener Stadtteils Valby wurde in einem 2006 neu erschlossenen Viertel am 1. Mai 2013 der „Poul Bundgaards Vej“ (Poul Bundgaard Weg) nach dem Schauspieler benannt.

## Auszeichnungen
- 1966 Bodil: Bester Nebendarsteller im Film Kaliber 7,65 – Diebesgrüße aus Kopenhagen (Slå først, Frede!)
- 1978 Bodil: Bester Nebendarsteller im Film Hærværk
- 1981 Ritter des Dannebrogordens